# Gornji Skrad
Gornji Skrad is een plaats in de gemeente Krnjak in de Kroatische provincie Karlovac. De plaats telt 37 inwoners (2001).